# Tour féminin international des Pyrénées 2023
La 2e édition du Tour féminin international des Pyrénées, a lieu du 9 au 11 juin 2023. La course fait partie du calendrier UCI féminin en catégorie 2.1,.

## Parcours
En raison de problèmes de sécurité, notamment de routes non-fermées à la circulation, la seconde étape est raccourcie, se limitant à la montée vers Hautacam. Pour les mêmes raisons, et à la suite du retrait de la plupart des équipes, la dernière étape est annulée,.

## Équipes
Le Tour Féminin International des Pyrénées 2023 compte 24 équipes engagées avec 5 équipes WorldTeam et 16 Équipes continentales.
| UCI Women's WorldTeams (5)- FDJ-Suez - Canyon-SRAM Racing - UAE Team ADQ - Team Jumbo-Visma - Human Powered Health Équipes féminines continentales (16)- Israel-Premier Tech Roland Development - Cofidis - Arkéa Women - St Michel-Mavic-Auber93 - Grand Est-Komugi-La Fabrique - Stade rochelais Charente-Maritime - AG Insurance - Soudal Quick-Step Team - Bepink - Awol O'Shea - WCC Team - Team Mendelspeck - Farto-BTC - Ceratizit-WNT Pro Cycling - Massi Tactic - Laboral Kutxa-Fundacion Euskadi - Colombia Pacto Por El Deporte-GW Shimano Équipe féminine continentale- Team Groupe Abadie |
| |

## Étapes
| Étape     | Date    | Villes étapes                   | type              | Distance (km) | Vainqueur d'étape | Leader du classement général |
| --------- | ------- | ------------------------------- | ----------------- | ------------- | ----------------- | ---------------------------- |
| 1re étape | 9 juin  | Argelès-Gazost – Lourdes        | étape vallonnée   | 128           | Ashleigh Moolman  | Ashleigh Moolman             |
| 2e étape  | 10 juin | Pierrefitte-Nestalas – Hautacam | étape de montagne | 96            | Marta Cavalli     | Marta Cavalli                |
| 3e étape  | 11 juin | Nay – Bosdarros                 | étape vallonnée   | 126           | annulé/abandonné  | Marta Cavalli                |

## Déroulement de la course

### 1reétape
| \| Classement de l'étape \| Classement de l'étape \| Classement de l'étape \| Classement de l'étape \| Classement de l'étape \| \| Coureuse \| Coureuse \| Pays \| Équipe \| Temps \| \| --------------------- \| --------------------- \| --------------------- \| ------------------------------ \| --------------------- \| \| 1re \| Ashleigh Moolman \| Afrique du Sud \| AG Insurance-Soudal Quick-Step \| 3 h 17 min 10 s \| \| 2e \| Anna Henderson \| Royaume-Uni \| Team Jumbo-Visma \| + 0 s \| \| 3e \| Loes Adegeest \| Pays-Bas \| FDJ-Suez \| + 0 s \| \| 4e \| Cédrine Kerbaol \| France \| Ceratizit-WNT Pro Cycling \| + 0 s \| \| 5e \| Cecilie Uttrup Ludwig \| Danemark \| FDJ-Suez \| + 0 s \| \| 6e \| Pauliena Rooijakkers \| Pays-Bas \| Canyon-SRAM Racing \| + 0 s \| \| 7e \| Camille Fahy \| France \| St Michel-Mavic-Auber 93 \| + 0 s \| \| 8e \| Clara Koppenburg \| Allemagne \| Cofidis \| + 0 s \| \| 9e \| Marta Cavalli \| Italie \| FDJ-Suez \| + 0 s \| \| 10e \| Claire Steels \| Royaume-Uni \| Israel-Premier Tech Roland \| + 0 s \| |                       |                |                                |                 |
| |                       |                |                                |                 |
| |                       |                |                                |                 |
| Classement de l'étape |                       |                |                                |                 |
| Coureuse | Coureuse              | Pays           | Équipe                         | Temps           |
| 1re | Ashleigh Moolman      | Afrique du Sud | AG Insurance-Soudal Quick-Step | 3 h 17 min 10 s |
| 2e | Anna Henderson        | Royaume-Uni    | Team Jumbo-Visma               | + 0 s           |
| 3e | Loes Adegeest         | Pays-Bas       | FDJ-Suez                       | + 0 s           |
| 4e | Cédrine Kerbaol       | France         | Ceratizit-WNT Pro Cycling      | + 0 s           |
| 5e | Cecilie Uttrup Ludwig | Danemark       | FDJ-Suez                       | + 0 s           |
| 6e | Pauliena Rooijakkers  | Pays-Bas       | Canyon-SRAM Racing             | + 0 s           |
| 7e | Camille Fahy          | France         | St Michel-Mavic-Auber 93       | + 0 s           |
| 8e | Clara Koppenburg      | Allemagne      | Cofidis                        | + 0 s           |
| 9e | Marta Cavalli         | Italie         | FDJ-Suez                       | + 0 s           |
| 10e | Claire Steels         | Royaume-Uni    | Israel-Premier Tech Roland     | + 0 s           |

| \| Classement général \| Classement général \| Classement général \| Classement général \| Classement général \| \| Coureuse \| Coureuse \| Pays \| Équipe \| Temps \| \| ------------------ \| --------------------- \| ------------------ \| ------------------------------ \| ------------------ \| \| 1re \| Ashleigh Moolman[5] \| Afrique du Sud \| AG Insurance-Soudal Quick-Step \| 3 h 17 min 10 s \| \| 2e \| Anna Henderson \| Royaume-Uni \| Team Jumbo-Visma \| + 0 s \| \| 3e \| Loes Adegeest \| Pays-Bas \| FDJ-Suez \| + 0 s \| \| 4e \| Cédrine Kerbaol \| France \| Ceratizit-WNT Pro Cycling \| + 0 s \| \| 5e \| Cecilie Uttrup Ludwig \| Danemark \| FDJ-Suez \| + 0 s \| \| 6e \| Pauliena Rooijakkers \| Pays-Bas \| Canyon-SRAM Racing \| + 0 s \| \| 7e \| Camille Fahy \| France \| St Michel-Mavic-Auber 93 \| + 0 s \| \| 8e \| Clara Koppenburg \| Allemagne \| Cofidis \| + 0 s \| \| 9e \| Marta Cavalli \| Italie \| FDJ-Suez \| + 0 s \| \| 10e \| Claire Steels[5] \| Royaume-Uni \| Israel-Premier Tech Roland \| + 0 s \| |                       |                |                                |                 |
| |                       |                |                                |                 |
| |                       |                |                                |                 |
| Classement général |                       |                |                                |                 |
| Coureuse | Coureuse              | Pays           | Équipe                         | Temps           |
| 1re | Ashleigh Moolman      | Afrique du Sud | AG Insurance-Soudal Quick-Step | 3 h 17 min 10 s |
| 2e | Anna Henderson        | Royaume-Uni    | Team Jumbo-Visma               | + 0 s           |
| 3e | Loes Adegeest         | Pays-Bas       | FDJ-Suez                       | + 0 s           |
| 4e | Cédrine Kerbaol       | France         | Ceratizit-WNT Pro Cycling      | + 0 s           |
| 5e | Cecilie Uttrup Ludwig | Danemark       | FDJ-Suez                       | + 0 s           |
| 6e | Pauliena Rooijakkers  | Pays-Bas       | Canyon-SRAM Racing             | + 0 s           |
| 7e | Camille Fahy          | France         | St Michel-Mavic-Auber 93       | + 0 s           |
| 8e | Clara Koppenburg      | Allemagne      | Cofidis                        | + 0 s           |
| 9e | Marta Cavalli         | Italie         | FDJ-Suez                       | + 0 s           |
| 10e | Claire Steels         | Royaume-Uni    | Israel-Premier Tech Roland     | + 0 s           |